# Pat McCrory
Pat McCrory, właśc. Patrick Lloyd McCrory (ur. 17 października 1956 w Columbus, Ohio) – amerykański polityk, gubernator stanu Karolina Północna od roku 2013 do 2017, członek Partii Republikańskiej.